# Mimectatina apicefusca
Mimectatina apicefusca là một loài bọ cánh cứng trong họ Cerambycidae.